# Myriopteris aemula
Myriopteris aemula är en kantbräkenväxtart som först beskrevs av William Ralph Maxon, och fick sitt nu gällande namn av Grusz och Windham. Myriopteris aemula ingår i släktet Myriopteris och familjen Pteridaceae. Inga underarter finns listade.